# آرثر واتسون
آرثر واتسون (بالإنجليزية: Arthur Watson)‏ (12 يوليو 1913 في المملكة المتحدة - 1 يناير 1995 بكينغستون أبون هال في المملكة المتحدة) هو لاعب كرة قدم بريطاني (وحمل سابقاً جنسية المملكة المتحدة لبريطانيا العظمى وأيرلندا) في مركز الظهير. لعب مع نادي تشيسترفيلد وهال سيتي ولينكولن سيتي أف سي.